# 國際明愛
國際明愛（拉丁語：Caritas Internationalis），是由165個天主教公益團體組成的國際慈善、發展和社會服務組織，第一個成員團體在1897年11月9日於德國弗萊堡成立，隨後開始在各國獲得響應，最後終於在1950年由十三個國家的明愛團體組成了國際明愛會。
2011年時獲教廷認證為教會法人團體。現任國際明愛主席為菲律賓籍的類思·安多尼·塔格萊樞機。

## 相關
- 幼稚園

## 外部連結
- 國際明愛（页面存档备份，存于）
- 財團法人臺灣明愛文教基金會（台灣明愛會） （页面存档备份，存于）
- 新加坡明愛 （页面存档备份，存于）
- 日本明愛 （页面存档备份，存于）
- 韓國明愛 （页面存档备份，存于）
- 明愛(倫敦)學院 （页面存档备份，存于）